# Порт-Артур (Тасманія)

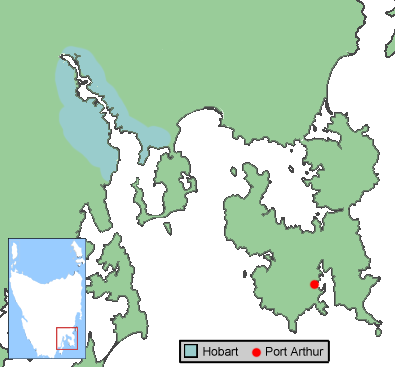
Розташування Порт-Артура.

Порт-Артур (англ. Port Arthur) — місто і колишнє поселення в'язнів на півострові Тасман у Тасманії, Австралія. Розташоване приблизно за 97 кілометрів на південний схід від столиці штату, міста Гобарт.
Це місце входить до складу Австралійських каторжних місць — об'єкта Світової спадщини ЮНЕСКО, що складається з 11 залишків каторжних місць, збудованих у Британській імперії в XVIII і XIX століттях на родючих прибережних смугах Австралії. У сукупності ці місця, включно з Порт-Артуром, описуються ЮНЕСКО як "...найкращі вцілілі приклади великомасштабного перевезення ув'язнених і колоніальної експансії європейських держав завдяки присутності і праці каторжників".
У 1996 році місто стало головним місцем масштабної різанини  — найгіршого випадку масового вбивства в постколоніальній історії Австралії.

## Історія

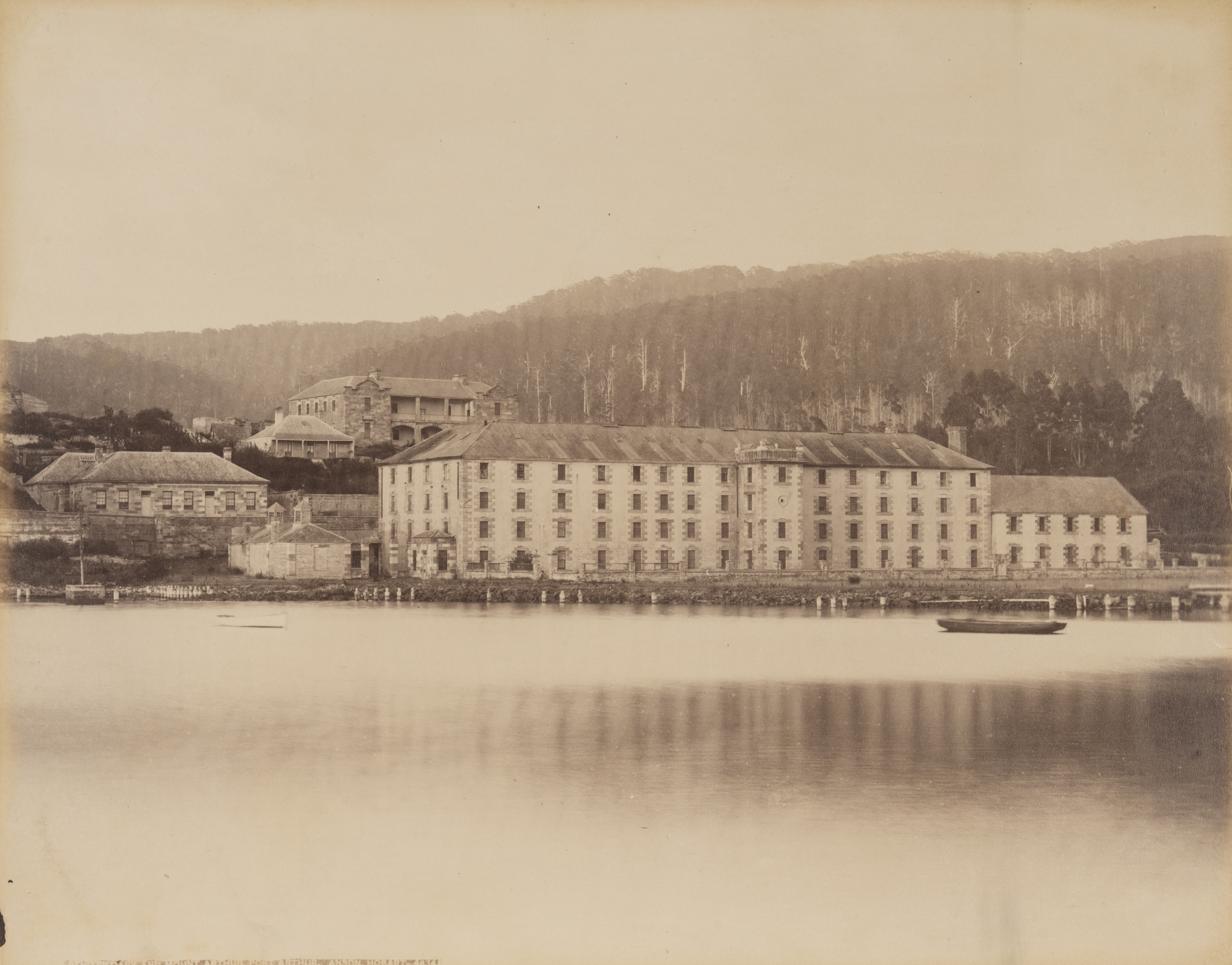
В'язниця і гора Артур, Тасманія, бл. 1880 р., фото братів Енсон

Порт-Артур отримав свою назву на честь Джорджа Артура — лейтенант-губернатора Землі Ван-Дімена. Поселення виникло як лісозаготівельна станція 1830 року, але найбільше відоме як виправна колонія.

### Виправна колонія
З 1833 до 1877 року Порт-Артур призначався для найзапекліших британських злочинців — тих, хто вчинив повторний злочин після прибуття в Австралію. Туди ж відправляли бунтарів з інших каторжних дільниць. Крім того, у Порт-Артурі діяли одні з найсуворіших заходів безпеки в британській виправній системі.

#### Поводження з ув'язненими

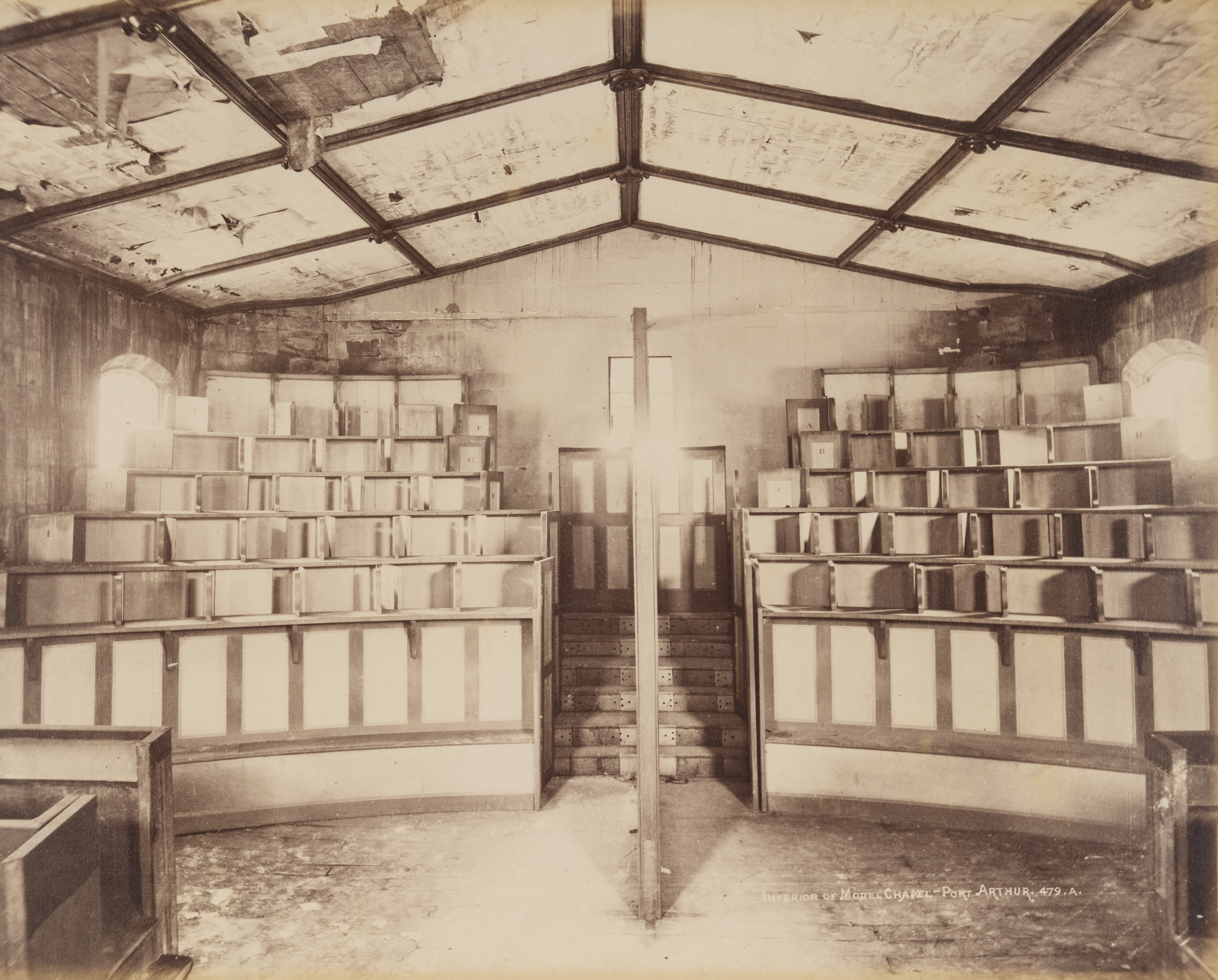
Інтер'єр модельної каплиці, Порт-Артур, Тасманія, прибл. 1880, Брати Енсон

Порт-Артур був одним із прикладів "типології окремої в'язниці" (іноді її називають типовою в'язницею), що виникла на основі теорій Джеремі Бентама і його паноптикону. Будівництво в'язниці завершили в 1853 році, а потім її розширили в 1855 році. Планування в'язниці було досить симетричним. Вона мала форму хреста з прогулянковими дворами в кожному кутку. Крила в'язниці з'єднані з центром спостереження, а також із каплицею в центральному залі. З цього центру спостереження можна було чітко розгледіти кожне крило, хоча окремі камери — ні. Ось чим Окрема в'язниця в Порт-Артурі відрізнялася від початкової теорії паноптикуму.
Окрема тюремна система також ознаменувала перехід від фізичних покарань до психологічних. Вважалося, що жорсткі тілесні покарання, зокрема прочуханка, які застосовують в інших місцях позбавлення волі, лише загартовують злочинців і ніяк не відвертають їх від аморальних вчинків. Харчування, наприклад, використовувалося для заохочення добре вихованих ув'язнених і для покарання порушників порядку. Як нагороду ув'язнений міг отримувати великі порції їжі або навіть предмети розкоші, такі як чай, цукор і тютюн. На покарання ув'язнені отримували мінімум хліба і води. Відповідно до цієї системи покарань у будівлі було запроваджено "систему мовчання". Ув'язненим надягали капюшони і змушували мовчати; передбачалося, що це дасть ув'язненому час поміркувати над вчинками, які привели його сюди. Від нестачі світла і звуку в багатьох ув'язнених Окремої в'язниці розвинулися психічні захворювання. Це був непередбачуваний результат, хоча лікарню було побудовано просто поруч з окремою в'язницею. Багато в чому Порт-Артур став поштовхом для багатьох рухів за реформу виправних установ, незважаючи на те, що умови перевезення, утримання та використання рабської праці засуджених були такими ж суворими або навіть гіршими, ніж в інших місцях ув'язнення по всій країні.

#### Діяльність ув'язнених
Порт-Артур також призначався для малолітніх ув'язнених: сюди надходило багато хлопчиків, деяким з яких було всього дев'ять років. Хлопчиків відокремлювали від основної маси ув'язнених і утримували в Пойнт-Пуер, другій в'язниці для хлопчиків у Британській імперії. Подібно до дорослих, хлопчиків використовували на важких роботах, як-от рубання каміння і будівництво. Однією з побудованих будівель була одна з перших в Австралії нерелігійних церков, зведена в готичному стилі. Для ув'язнених обов'язковим було відвідування щотижневої недільної служби. Однак критики нової системи зазначали, що ці та інші заходи, схоже, мали незначний вплив на реформацію.
Знахідки археологів у Порт-Артурі свідчать про те, що люди, які жили там, брали участь у мирському, матеріальному житті. Вони не тільки допомагали готувати їжу, а й займалися такими видами відпочинку, як куріння і полювання. Контроль за археологічними розкопками комплексу майстерень Порт-Артура здійснює Управління історичних місць Порт-Артура (PAHSMA). З 1830 року в цих майстернях, розташованих на первісній набережній, розміщувалися ремісники, які працювали на виправній станції, зокрема шевці, ковалі, кравці, кравці, токарі та колісні майстри. Журнал поточних розкопок і робіт зі збереження Порт-Артура документують в Інтернеті доктор Річард Таффін.
Низка поточних археологічних та історичних дослідницьких проєктів у Порт-Артурі охоплює інтерактивну веб-мапу злочинів засуджених, створену Університетом Нової Англії в рамках проєкту Convict Landscapes, і проєкт Founders and Survivors з оцифрування минулого Тасманії. Проєкт Landscapes of Production and Punishment: the Tasman Peninsula 1830-77, що фінансується Австралійською дослідницькою радою у партнерстві з Управлінням історичних місць Порт-Артура, продовжує вивчати систему засудження з погляду засуджених як працівників. ГІС-картографія даних про місцезнаходження і правопорушення, складена доктором Річардом Таффіном, використовує будівлі, робочі місця, продукцію і результати життя, щоб зрозуміти життя і працю засуджених під час відбування покарання.

## Географія

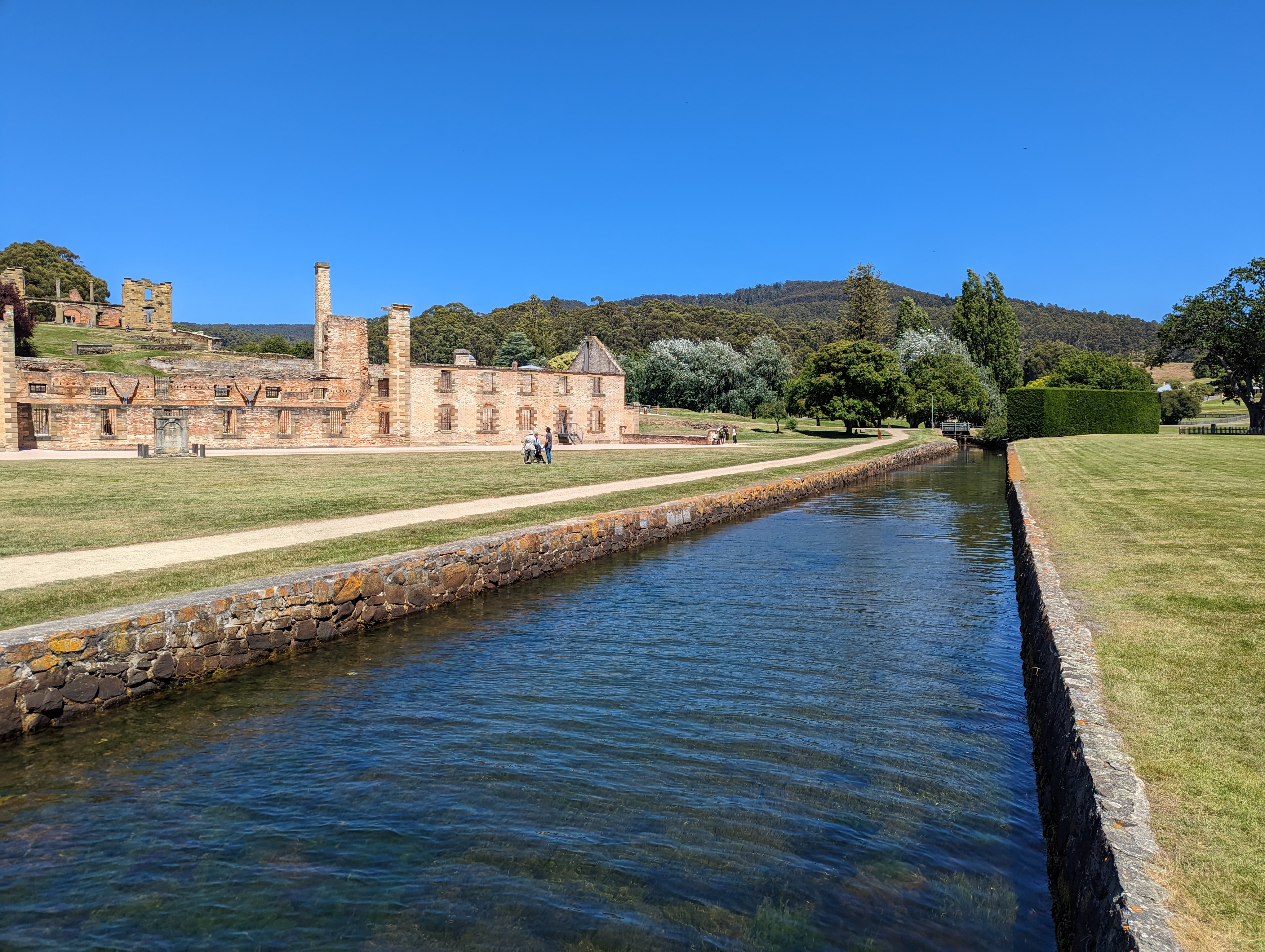
Приливна частина Редкліфф-Крік

Півострів, на якому розташований Порт-Артур, за своєю природою є безпечним місцем, оскільки оточений водою (за чутками адміністрації, що кишить акулами). 30-метровий перешийок Іглхок-Нек, який залишався єдиним зв'язком з материком, був обгороджений і охоронявся солдатами, капканами і собаками.
Береговий і корабельний китобійний промисел у цьому районі був заборонений, щоб запобігти спробам втечі в'язнів на човнах. Офіцери в Порт-Артурі іноді виходили на власних човнах і намагалися ловити китів. Можливо, це було більше для спорту, ніж для комерційної діяльності.
Острів Смуф у Норфолкській затоці, найімовірніше, використовувався для вирощування свіжих овочів для тюремного поселення в Порт-Артурі.
Редкліфф-Крік дренує безпосередній район Порт-Артура в затоку Карнарвон.

### Транспорт
Спілкування між моряками, які відвідують кораблі, і ув'язненими заборонялося. Під час посадки кораблі мали перевіряти вітрила і весла, щоб запобігти втечі. Проте було зроблено безліч спроб, і деякі з них увінчалися успіхом. Захоплювали човни, які веслували або пливли на великі відстані до свободи.
Порт-Артур був батьківщиною залізничного транспорту в Австралії. У 1836 році між Таранною та причалом у Лонг-Бей, на північ від Порт-Артура, було прокладено трамвайну колію. Єдиною рушійною силою були в'язні. Одну з останніх ділянок трамвайної колії можна побачити на шоколадній фабриці "Федерація" в Таранні.

### Репутація та сприйняття
Порт-Артур було продано під виглядом невідворотної в'язниці, подібно до того, як згодом було продано острів Алькатрас у США. Деякі ув'язнені не сумували і намагалися втекти. Мартіну Кешу вдалося здійснити втечу разом із двома іншими ув'язненими.
Незважаючи на репутацію установи, що стала першопрохідцем у царині нового, просвітленого погляду на тюремне ув'язнення, Порт-Артур насправді був таким самим суворим і жорстоким, як і інші виправні установи. Можливо, деякі критики навіть припустять, що використання психологічних покарань, доповнених відсутністю надії на втечу, зробило його одним із найгірших. За деякими розповідями, ув'язнені скоювали вбивства (злочин, караний смертю) тільки для того, щоб врятуватися від запустіння життя в таборі. Острів мертвих був місцем, куди потрапляли всі, хто помирав у тюремних таборах. З 1646 могил, зареєстрованих тут, відмічено тільки 180, що належать тюремному персоналу і військовослужбовцям. В'язницю було закрито 1877 року.

## Розвиток туризму
До того, як Порт-Артур був залишений як в'язниця у 1877 році, дехто бачив у ньому потенційну туристичну привабливість. Девід Берн, який відвідав в'язницю в 1842 році, лишився вражений красою півострова і вважав, що багато хто приїде його відвідати. Цю думку поділяли не всі. Наприклад, Ентоні Троллоп у 1872 році заявив, що жодна людина не бажає бачити "дивні руїни" Порт-Артура.
Після закриття в'язниці більшу частину майна було виставлено на аукціон. Однак більшу частину майна було продано тільки в 1889 році. До цього часу район став дедалі популярнішим, а будівлі в'язниці занепали. Як писала газета "Гобарт Мерк'юрі", "самі будівлі швидко занепадають і за кілька років не приваблюватимуть нікого, бо це будуть руїни, які не матимуть нічого, що робило б їх гідними поваги або навіть пам'яті". В'язницю придбав служитель англіканської церкви і політик Джозеф Вулноу, який проводив екскурсії та жертвував виручені кошти церкві.
Занепад сприймався як щось позитивне, оскільки населення Тасманії хотіло дистанціюватися від похмурого образу Порт-Артура. Ті, хто купував нерухомість у Порт-Артурі, почали зносити будівлі, руйнуванню сприяли пожежі 1895 і 1897 років, що знищили стару будівлю в'язниці, і підземні поштовхи. Замість в'язниці Порт-Артур виникло місто Карнарвон. Місто назвали на честь британського держсекретаря, а його населення вважалося "витонченим та інтелектуальним". У місто приїжджало багато гостей, бо тут заохочували катання на човнах, рибалку і стрілянину на тлі природної краси півострова. Крім того, вони хотіли позбутися негативної конотації, пов'язаної з цією місцевістю.
Однак, незважаючи на це бажання, розповіді ув'язнених про привидів Порт-Артура та циркулюючі історії про привидів принесли популярність руїнам в'язниці, що залишилися. Цьому сприяли популярні романи For the Term of His Natural Life (1874) Маркуса Кларка та The Broad Arrow (1859) Керолайн Лікі, в яких розповідалося про ув'язнених у Порт-Артурі.

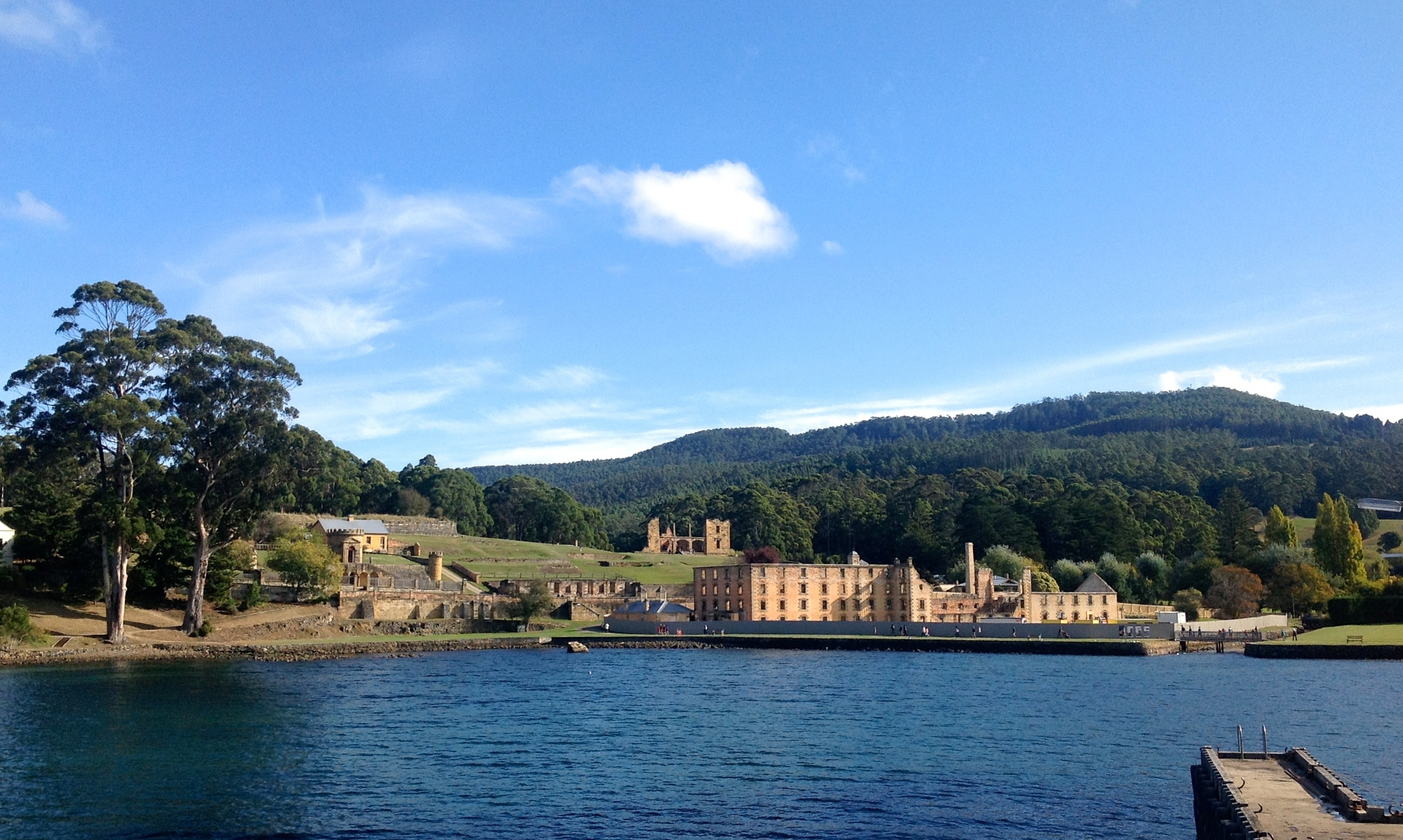
Порт-Артур, Тасманія як туристичне місце

У 1927 році туризм зріс настільки, що назву району було повернуто в Порт-Артур. У 1916 році було створено Раду зі збереження пейзажів (SPB), щоб вивести управління Порт-Артуром з-під контролю місцевих жителів. До 1970-х років управління об'єктом перейшло до Служби національних парків і дикої природи.
У 1979 році було отримано фінансування для збереження цього місця як туристичного об'єкта, зважаючи на його історичну значущість. "Робочі" елементи Порт-Артура, як-от поштове відділення та муніципальні установи, було перенесено в прилеглу Нубіну. Деякі споруди з пісковика, побудовані засудженими, які працювали на каторжних роботах, очищено від заростей плюща і відновлено до стану, аналогічного їхньому зовнішньому вигляду в XIX столітті. Серед будівель - "Зразкова в'язниця", сторожова вежа, церква і залишки головної пенітенціарної установи. Будівлі оточені пишною зеленою парковою зоною. Могили на Острові мертвих також приваблюють відвідувачів.
У Пойнт-Пуер, розташованому через гавань від основного поселення, знаходилася перша в Британській імперії виправна колонія для хлопчиків. Хлопчикам, відправленим туди, давали базову освіту і навчали ремісничих навичок.

### Охорона об'єкту
З 1987 року об'єкт перебуває у віданні Управління історичних місць Порт-Артура, а роботи з його збереження фінансуються урядом Тасманії та відвідувачами за вхідні квитки. Групи добровольців працюють на будівельних майданчиках Пойнт-Пуера, щоб допомогти дослідникам краще зрозуміти історію в'язниці для хлопчиків.

31 липня 2010 року Комітет всесвітньої спадщини ЮНЕСКО заніс історичний об'єкт Порт-Артур та історичний об'єкт Вугільні шахти до реєстру всесвітньої спадщини як частину об'єкта всесвітньої спадщини "Місця австралійських каторжників". Порт-Артур — один із найвідвідуваніших історичних об'єктів Австралії, що щорічно приймає понад 250 000 відвідувачів.

## Різанина
28 квітня 1996 року в історичному місці Порт-Артура сталася кривава бійня. Мартін Брайант убив 35 осіб і поранив ще 23, після чого був схоплений Групою спеціальних операцій. Це вбивство призвело до введення національних обмежень на напівавтоматичні дробовики і гвинтівки підвищеної потужності. Згодом 28-річного злочинця було засуджено, і нині він відбуває 35 довічних термінів плюс 1035 років без права на дострокове звільнення в психіатричному відділенні в'язниці Рісдон у Гобарті, Тасманія.

## Особистості
- Саймон Александр Фрейзер (1845–1934) — австралійський волинщик, гонщик і виробник батога [23]

## Галерея

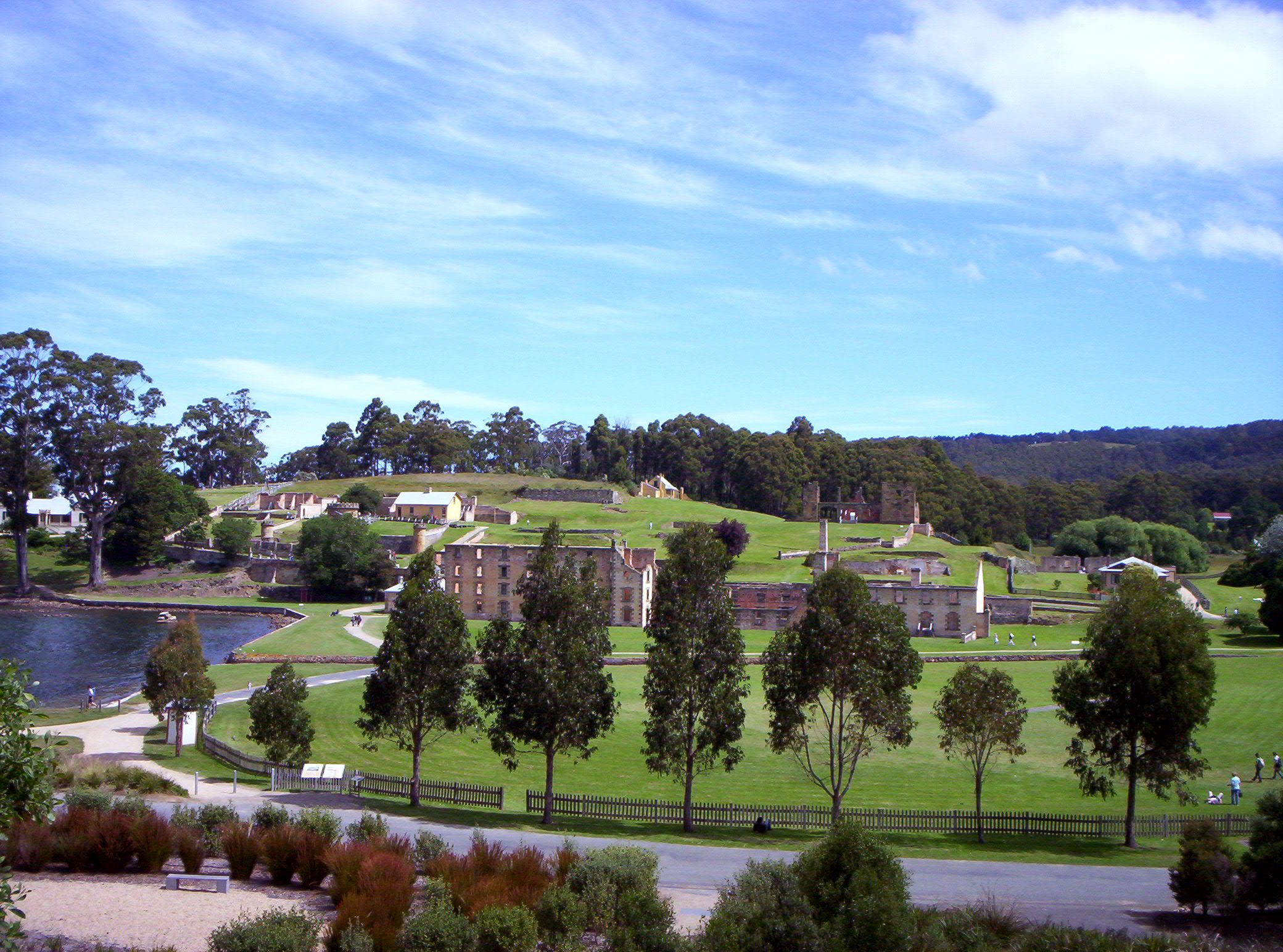
Ділянка Порт-Артурської тюремної колонії
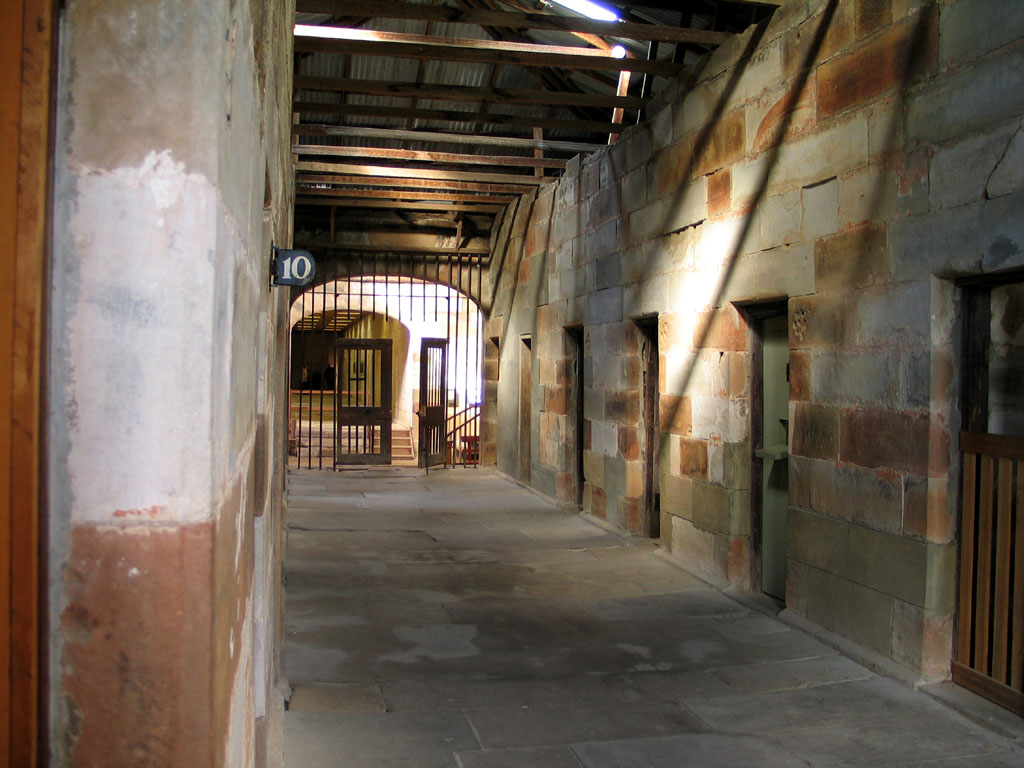
Всередині окремої в'язниці, Порт-Артур, Тасманія
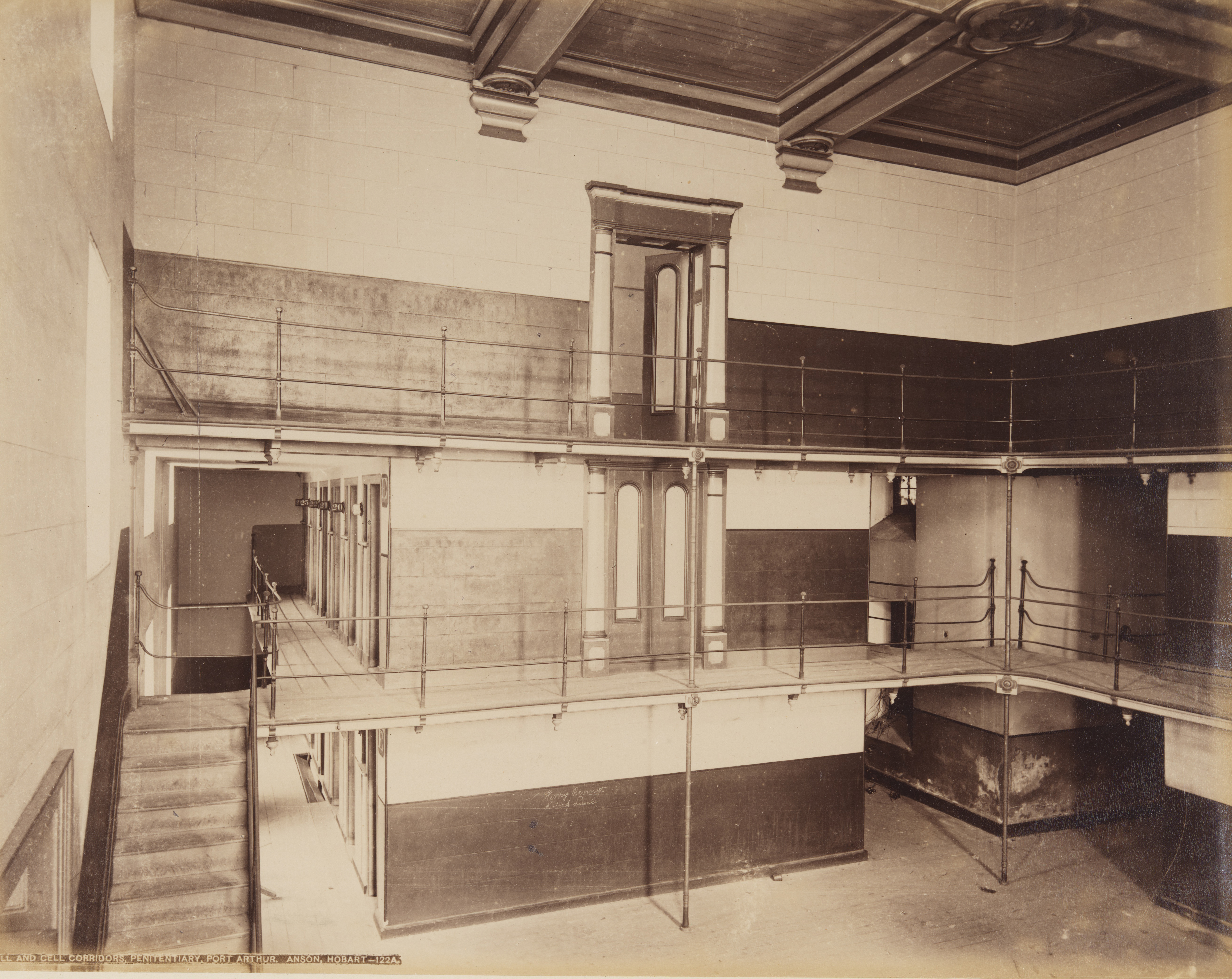
Коридори залів і камер, в'язниця, Порт-Артур, бл. 1880 р., брати Енсони
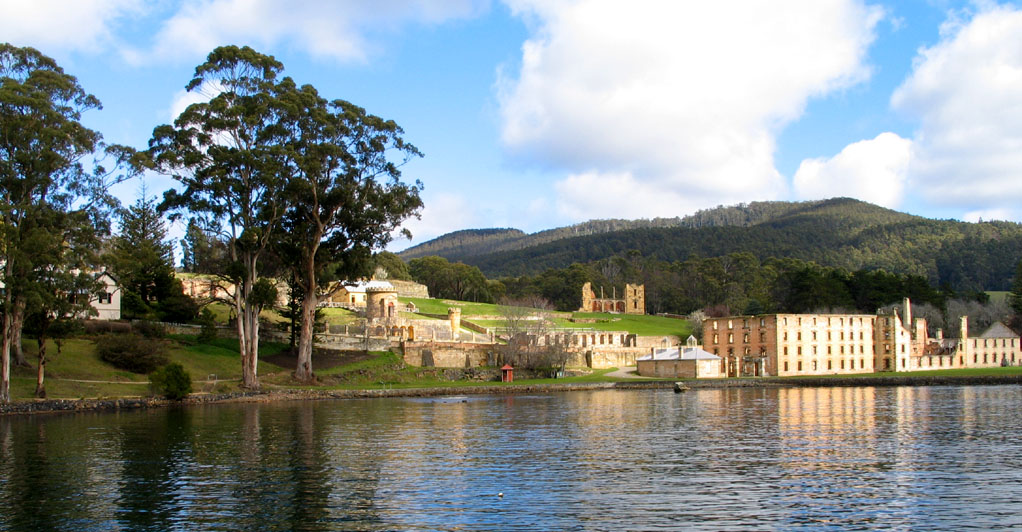
Порт-Артур, Тасманія
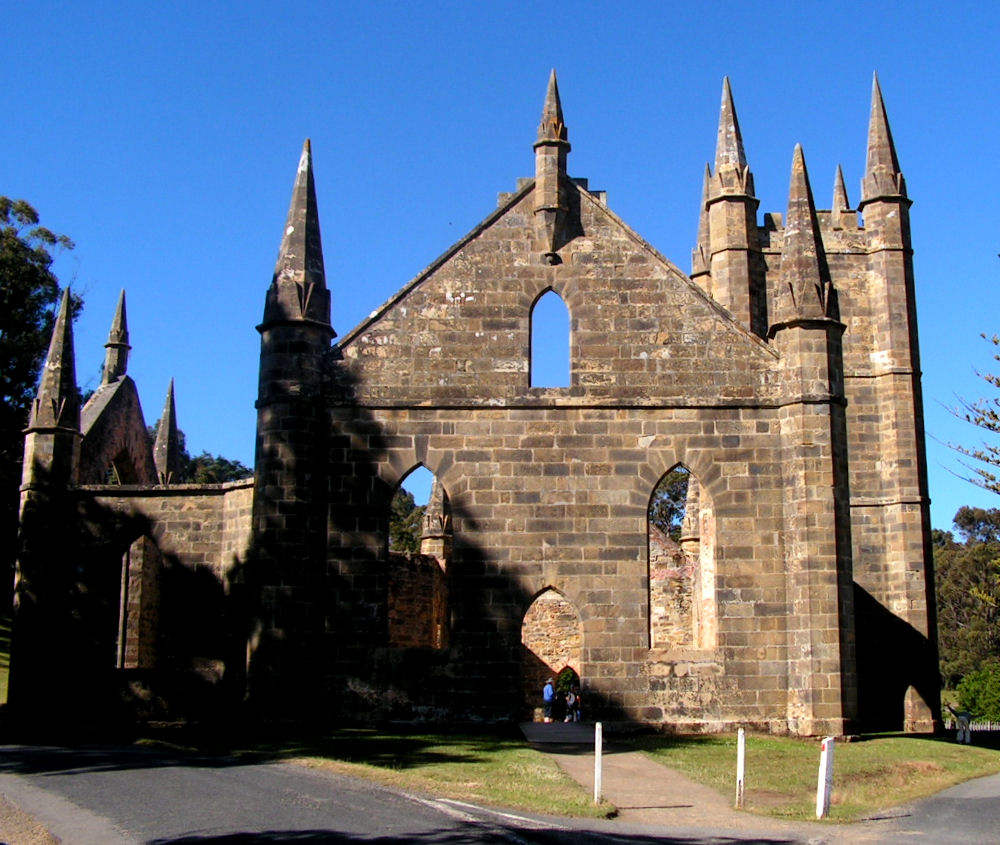
Побудована каторжниками церква в Порт-Артурі
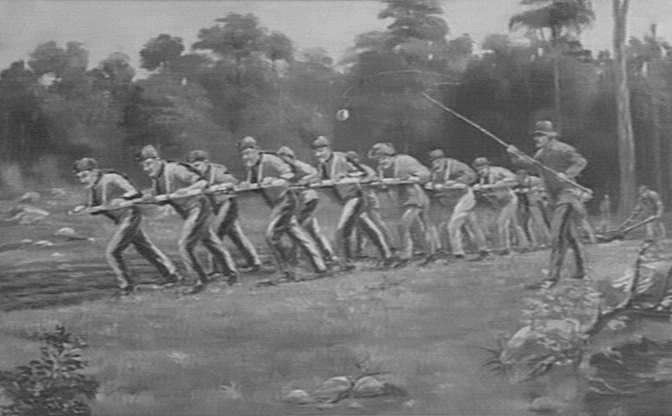
Листівка із зображенням каторжницької бригади, яка оре ферму в Порт-Артурі, датована 1926 роком
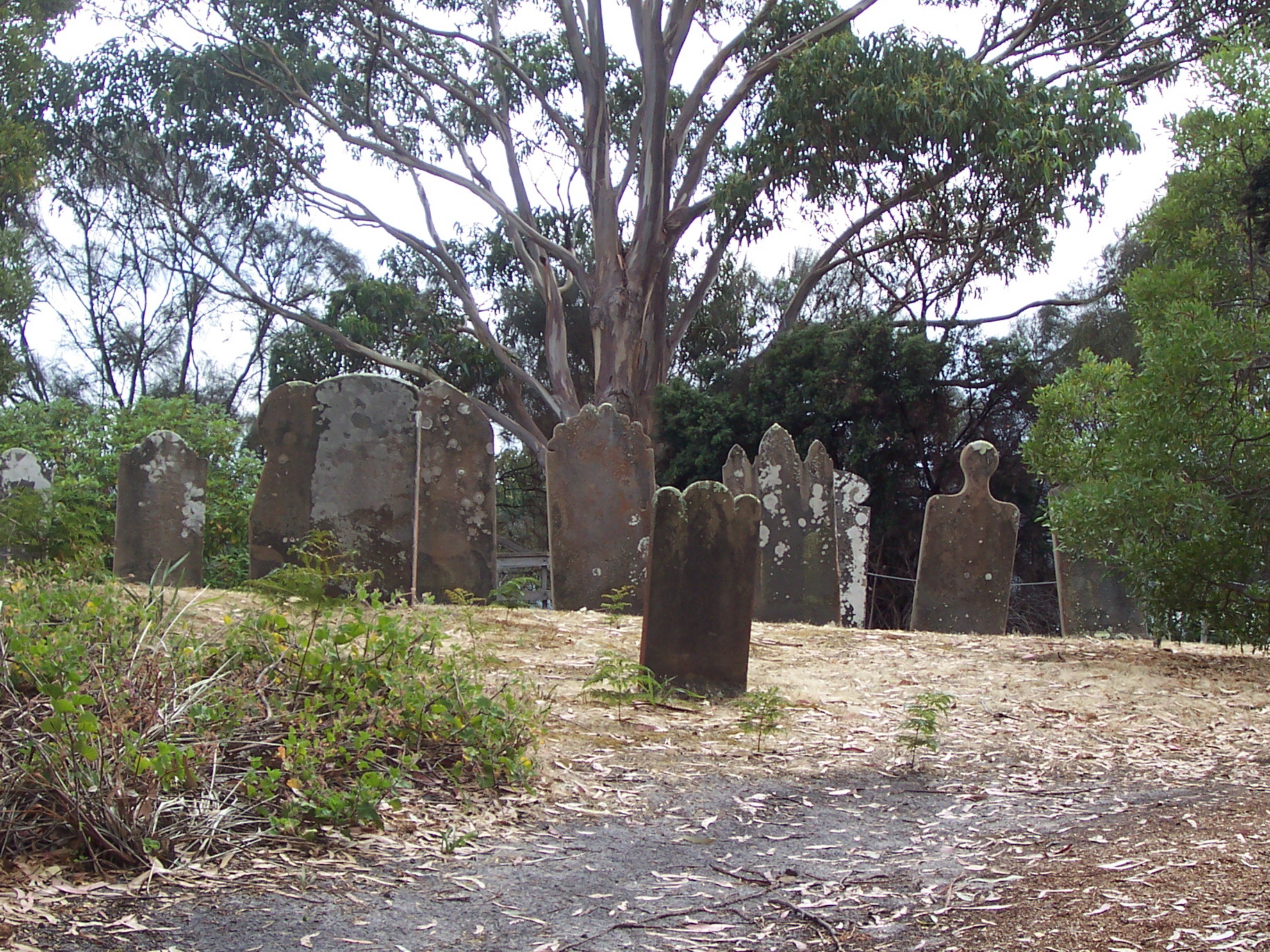
Надгробки на острові мертвих
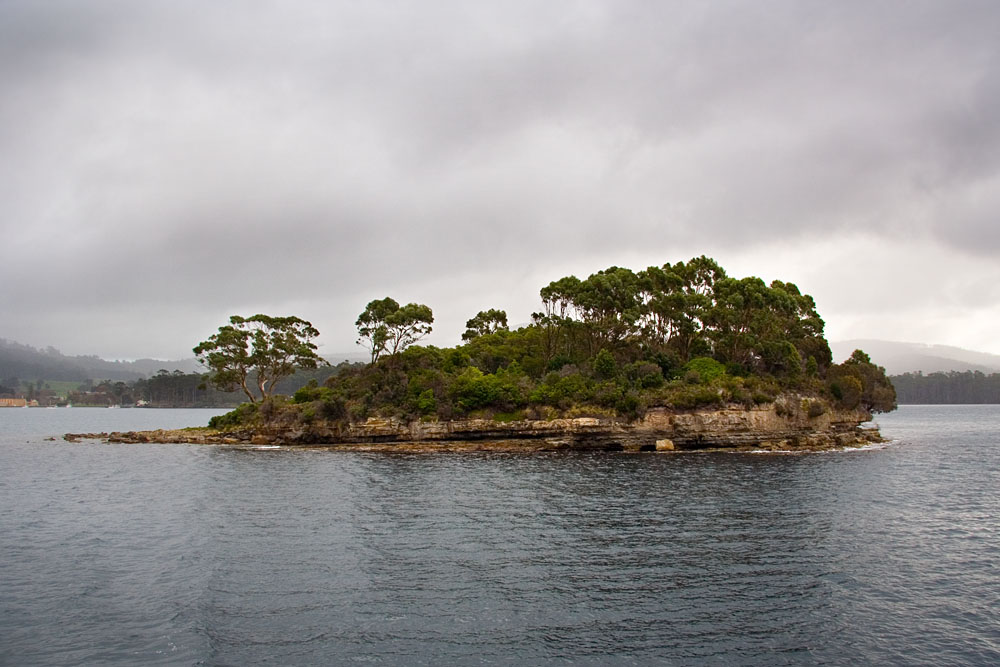
Острів мертвих
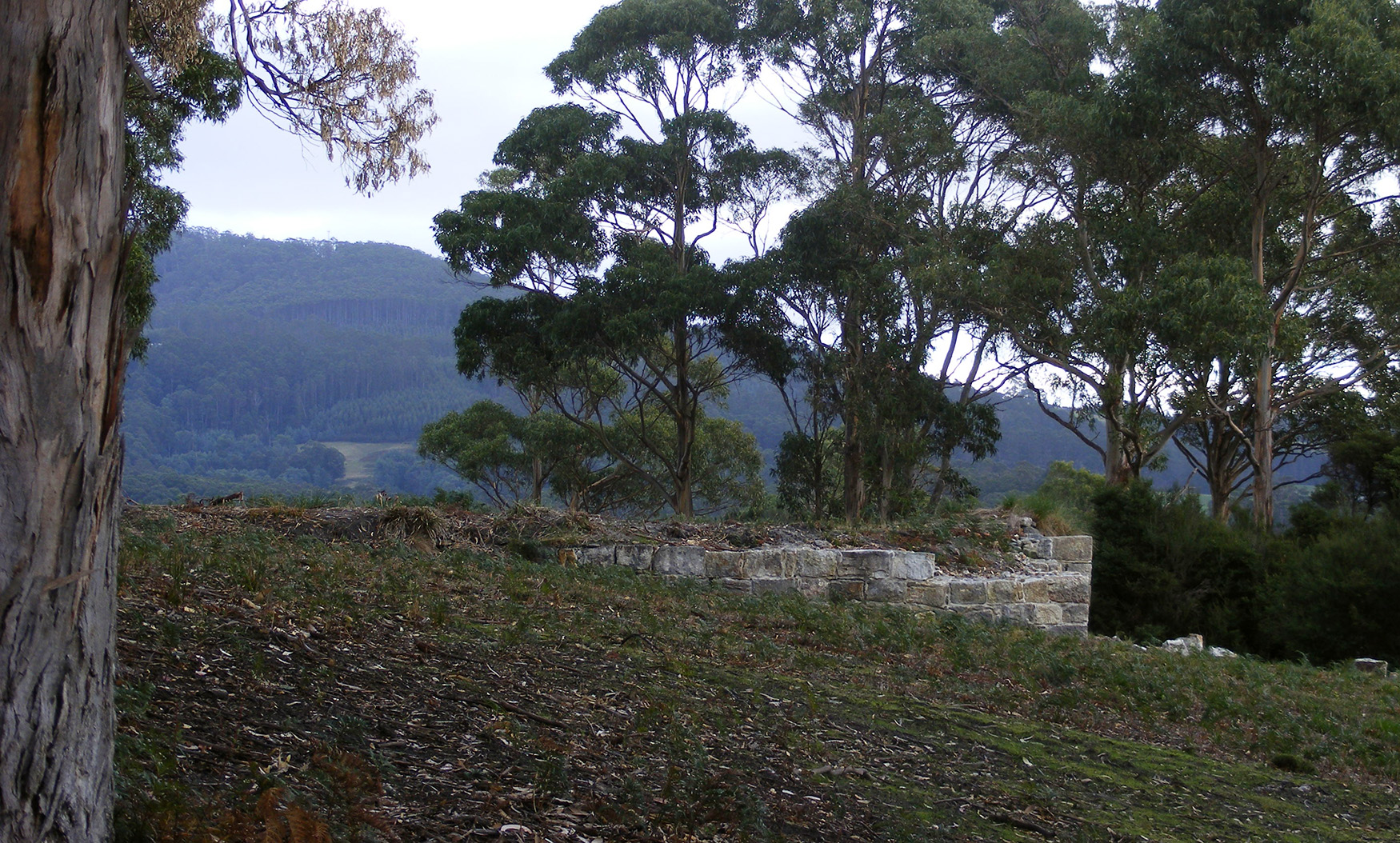
Руїни церкви в Пойнт-Пуер: з них відкривався вид на церкву в Порт-Артурі
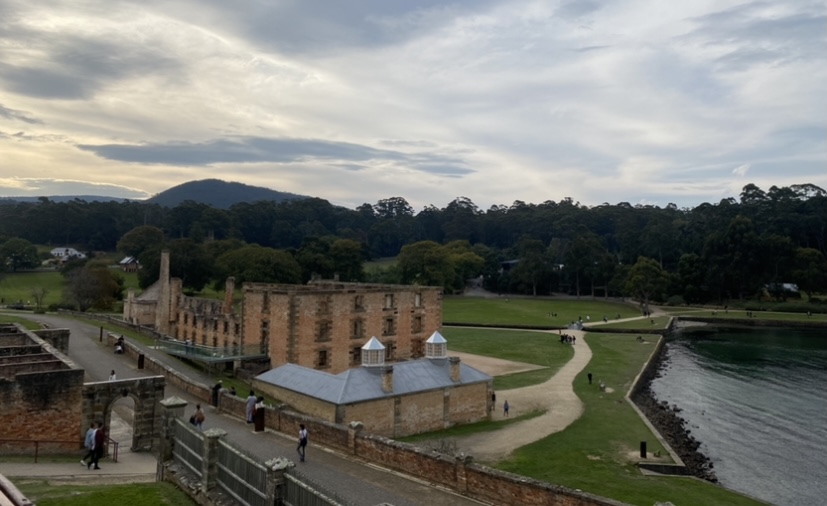
Вид на історичну пам'ятку Порт-Артура з Вартової вежі, де видно виправний заклад
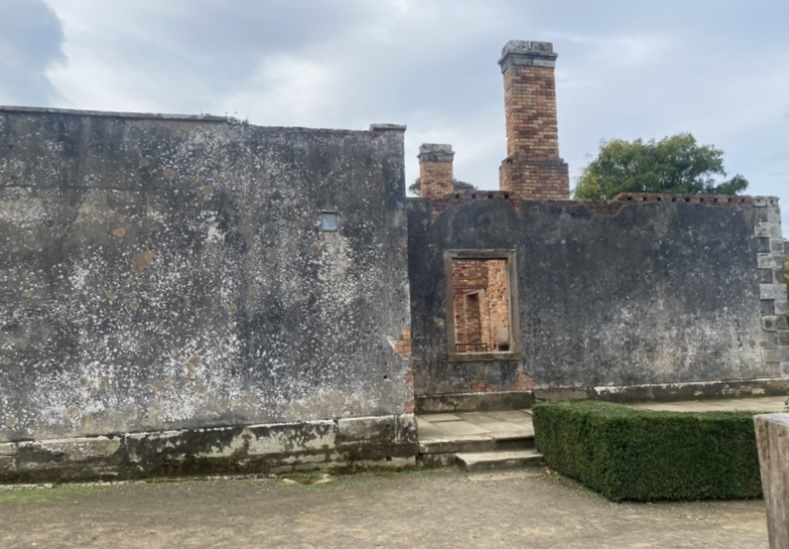
Руїни урядового котеджу в історичному місці Порт-Артура
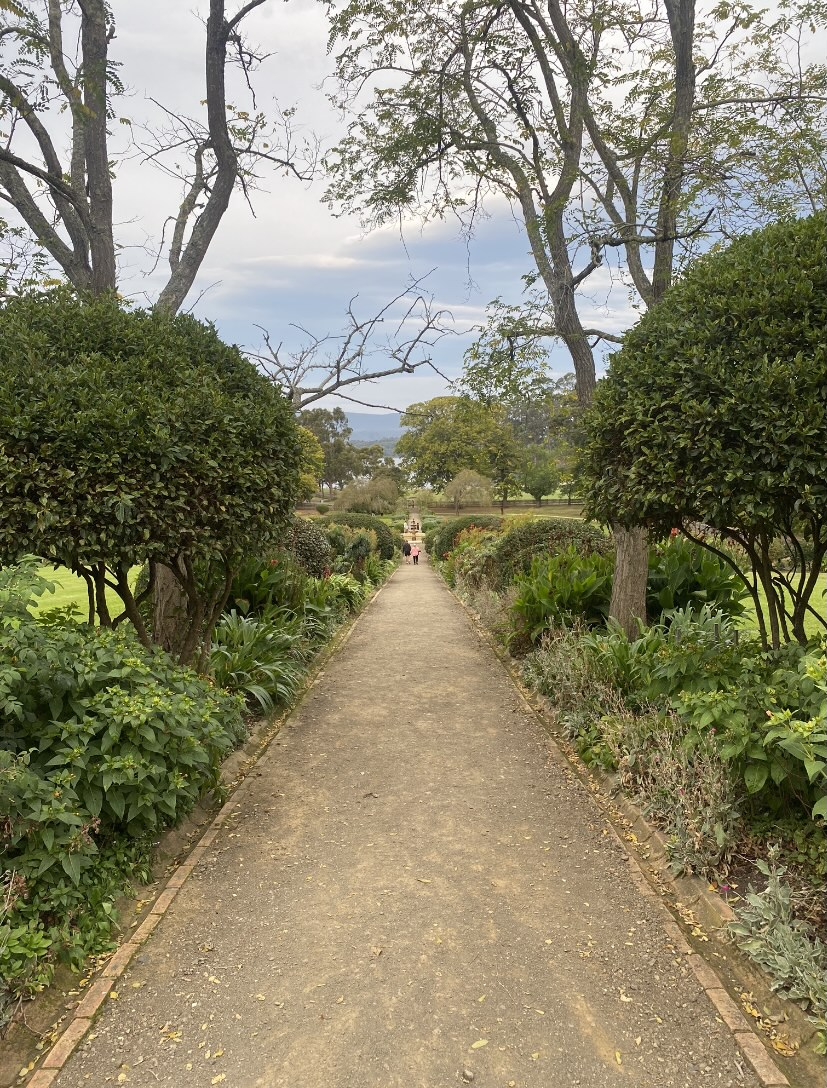
Урядові сади в історичному місці Порт-Артура
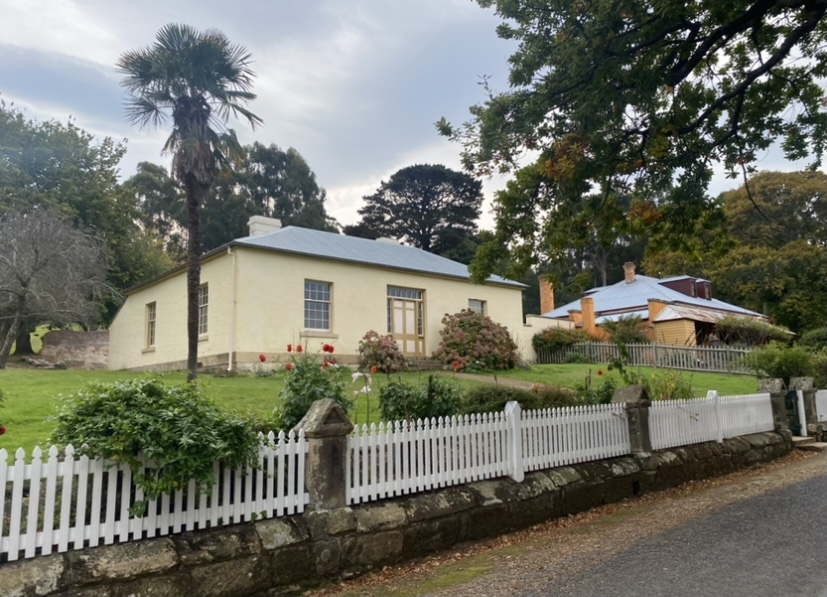
Будинок бухгалтера та дім священика в історичному місці Порт-Артур, Тасмані
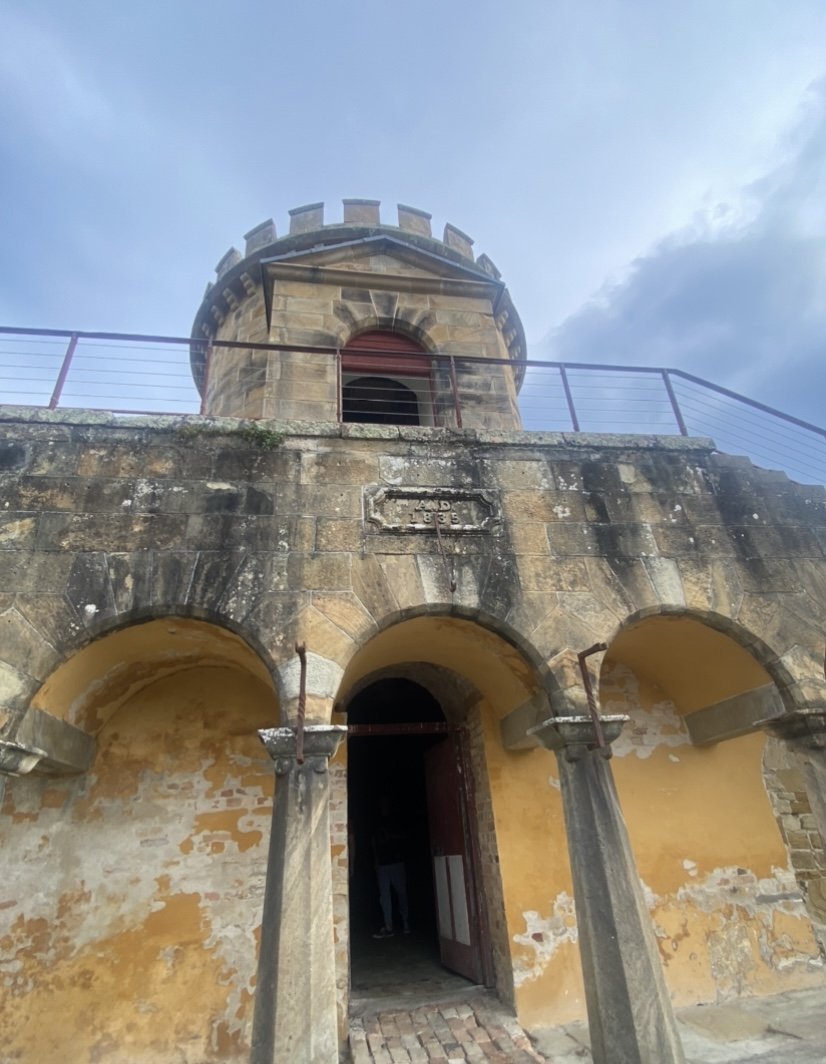
Сторожова вежа в історичному місці Порт-Артура